# Joseph Van Muylders
Joseph Van Muylders (Sint-Pieters-Woluwe, 5 mei 1923) was een Belgisch hockeyer.

## Levensloop
Van Muylders was actief bij La Rasante. Tevens maakte hij deel uit van het Belgisch hockeyteam dat deelnam aan de Olympische Zomerspelen van 1948.